# Полянский, Игорь Николаевич
Игорь Никола́евич Полянский (род. 20 марта 1967 года, Новосибирск, РСФСР, СССР) — советский пловец, выступавший в плавании на спине, на Летних Олимпийских играх в Сеуле в 1988 году стал олимпийским чемпионом на дистанции 200 метров на спине и завоевал две бронзовых медали (100 метров на спине и комбинированная эстафета 4×100 метров), дважды становился чемпионом мира, является трёхкратным чемпионом Европы, пять раз устанавливал рекорды мира.
Заслуженный мастер спорта (1986), кавалер ордена «Знак Почёта». В 2002 году Игорь Полянский был введён в Зал Славы мирового плавания, который находится в г. Форт-Лодердейл в штате Флорида, США.

## Биография
Игорь Полянский серьёзно стал заниматься плаванием в 11 лет. Первый крупный успех пришёл в 1982 году, когда на юношеском чемпионате Европы в Инсбруке пятнадцатилетний Игорь Полянский завоевал три золотых медали: на дистанциях 100 и 200 метров и за комбинированную эстафету 4×100 метров. Через год в шестнадцать лет он стал победителем чемпионата СССР 1983 года на дистанции 200 метров.
В элиту мирового плавания Игорь Полянский вошёл в 1985 году, завоевав первые места на дистанциях 100 и 200 метров на спине на чемпионате Европы 1985 года в Софии и опередив Дирка Рихтера из ГДР и советского пловца Сергея Заболотнова соответственно. В период между 1984 и 1989 годами он не проиграл ни одного крупного международного старта на дистанциях 100 и 200 метров на спине, за единственным исключением: на дистанции 100 метров на спине на Европейском чемпионате 1987 года в Страсбурге Игорь Полянский стал вторым, проиграв Сергею Заболотнову.
Игорь Полянский установил несколько рекордов мира, Европы и СССР. В марте 1985 года, выступая на матчевой встрече пловцов ГДР и СССР в Эрфурте (ГДР) И. Н. Полянский установил мировой рекорд 1:58.14 на дистанции 200 метров на спине, который оставался не побитым в течение шести лет. Три года спустя в 1988 году он трижды улучшал мировой рекорд на дистанции 100 метров на спине: 15 марта 1988 года он показал время 55.17 с, 16 марта — 55.16 с и 16 июля 1988 года — 55.00 с. Ему также принадлежал мировой рекорд в плавании на короткой воде на дистанции 200 метров на спине. Рекорды СССР на дистанциях 50 метров на спине (0.25,90) и 100 метров на спине (0.55,00), установленные Игорем Полянским в 1988 году, были побиты Аркадием Вятчаниным лишь в 2002 и 2003 годах соответственно.
Игорь Полянский представлял спортивный клуб «Динамо» (Новосибирск). Окончил Омский государственный институт физкультуры в 1989 году. В настоящее время живёт со своей семьёй в Новой Зеландии и тренирует пловцов в Окленде.